# Zolihua
Zolihua är en ort i Mexiko.   Den ligger i kommunen Xoxocotla och delstaten Veracruz, i den sydöstra delen av landet, 230 km öster om huvudstaden Mexico City. Zolihua ligger 2 273 meter över havet och antalet invånare är 166.
Terrängen runt Zolihua är kuperad. Runt Zolihua är det ganska tätbefolkat, med 83 invånare per kvadratkilometer. Närmaste större samhälle är Ciudad Mendoza, 19,0 km norr om Zolihua. I omgivningarna runt Zolihua växer i huvudsak blandskog.